# Mabu
Mabu is een dorpscommissie (Engels: village development committee, afgekort VDC; Nepalees: panchayat) in het oosten van Nepal, gelegen in het district Ilam in de Mechi-zone. Ten tijde van de volkstelling van 2001 had het een inwoneraantal van 3364 personen, verspreid over 607 huishoudens; in 2011 waren er nog 3149 inwoners, verspreid over 734 huishoudens.